# Dènt d'Estibèra Mala
La Dent d'Estibere Male és una muntanya de 3.017 m d'altitud, amb una prominència de 34 m, que es troba al massís de Nhèuvièlha, al departament dels Alts Pirineus (França).